# 고단샤BOX
고단샤BOX(일본어: 講談社BOX 고단샤봇쿠스[*])는 고단샤가 2006년 11월부터 발행하고 있는 도서 레이블 및 고단샤의 부서 이름이다. 소설뿐만 아니라 만화 등도 출간하고, "하이브리드 레이블"을 표방하고있다. 창간 당시부터 고단샤BOX 신인상을 주최하고 있다. 또한 2008년부터 2009년까지 잡지 판도라를 간행하고 2011년 2월에는 전자 잡지 BOX-AiR를 창간했다.